# Mora (Portugal)
Mora ist eine Kleinstadt (Vila) und ein Kreis (Concelho) in Portugal mit 2217 Einwohnern (Stand 19. April 2021).

## Geschichte
Nach Abschluss der Reconquista in Portugal erhielt der portugiesische Zweig des Orden von Calatrava, der spätere Ritterorden von Avis, das Gebiet im Jahr 1211 zur Besiedlung. Mora erhielt 1519 erste Stadtrechte durch König Manuel I.
Die Anta 1 da Herdade da Ordem liegt im Kreis Mora.

## Temperraturrekord
In dieser Kleinstadt wurde eine Temperatur von 46,6 Grad °C gemessen.

## Verwaltung

### Kreis
Mora ist Verwaltungssitz eines gleichnamigen Kreises. Die Nachbarkreise sind (im Uhrzeigersinn im Norden beginnend): Ponte de Sor, Avis, Sousel, Arraiolos sowie Coruche.
Die folgenden Gemeinden (Freguesias) liegen im Kreis Mora:

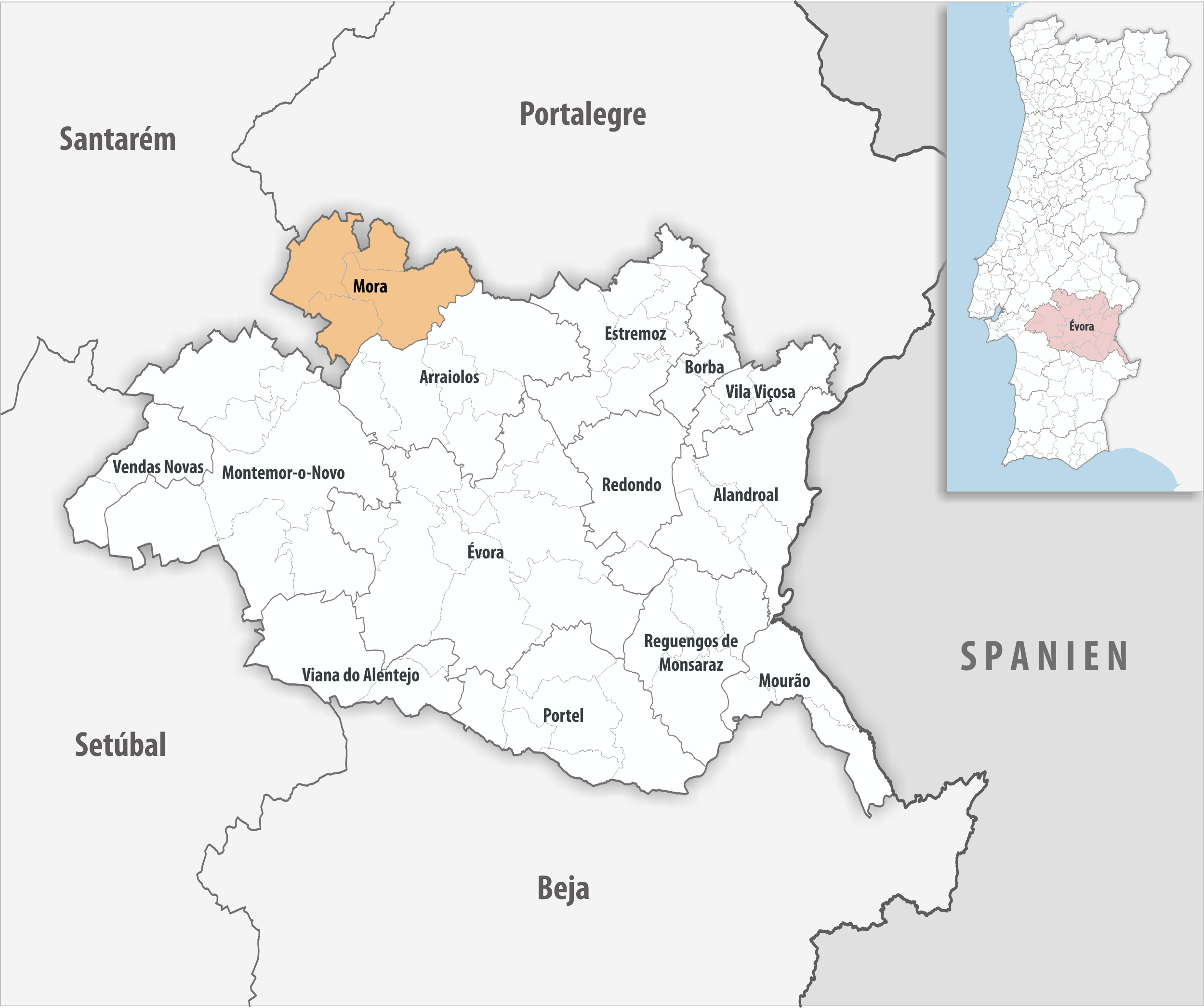
Kreis Mora

| Gemeinde   | Einwohner (2021) | Fläche km² | Dichte Einw./km² | LAU- Code |
| ---------- | ---------------- | ---------- | ---------------- | --------- |
| Brotas     | 340              | 83,21      | 4                | 070701    |
| Cabeção    | 863              | 47,43      | 18               | 070702    |
| Mora       | 2.217            | 127,70     | 17               | 070703    |
| Pavia      | 715              | 185,62     | 4                | 070704    |
| Kreis Mora | 4.135            | 443,96     | 9                | 0707      |

### Bevölkerungswachstum
| Einwohnerzahl im Kreis Mora (1801–2011) | Einwohnerzahl im Kreis Mora (1801–2011) | Einwohnerzahl im Kreis Mora (1801–2011) | Einwohnerzahl im Kreis Mora (1801–2011) | Einwohnerzahl im Kreis Mora (1801–2011) | Einwohnerzahl im Kreis Mora (1801–2011) | Einwohnerzahl im Kreis Mora (1801–2011) | Einwohnerzahl im Kreis Mora (1801–2011) | Einwohnerzahl im Kreis Mora (1801–2011) | Einwohnerzahl im Kreis Mora (1801–2011) |
| --------------------------------------- | --------------------------------------- | --------------------------------------- | --------------------------------------- | --------------------------------------- | --------------------------------------- | --------------------------------------- | --------------------------------------- | --------------------------------------- | --------------------------------------- |
| 1801                                    | 1849                                    | 1900                                    | 1930                                    | 1960                                    | 1981                                    | 1991                                    | 2001                                    | 2011                                    |                                         |
| 735                                     | 2 834                                   | 5 425                                   | 8 530                                   | 10 276                                  | 7 056                                   | 6 588                                   | 5 788                                   | 4 978                                   |                                         |

### Kommunaler Feiertag
- Ostermontag

## Verkehr
Bis zur Streckenschließung im Jahr 1988 war der Ort über die Eisenbahnstrecke Ramal de Mora an das Schienennetz des Landes angeschlossen. Auf den früheren Bahntrassen sind nun Radwanderwege angelegt.
Die Nationalstraße N2 führt von Mora etwa 40 km südlich zur Autobahn A6 bei Montemor-o-Novo. Über die ebenfalls Mora passierende Nationalstraße N251 ist der Ort mit dem etwa 35 km östlich gelegenen Vimieiro und dem etwa 40 km westlich gelegene Coruche verbunden, die beide an der N4 liegen.

## Söhne und Töchter der Stadt
- Manuel Ribeiro de Pavia (1910–1957), neurealistischer Maler und Illustrator
- João Paciência (* 1943), Architekt
- José Croca (* 1944), Hochschullehrer, Quantenphysiker
- José Vultos Sequeira (* 1945), Schriftsteller